# Infantário
Um infantário consiste num espaço destinado ao cuidado e acompanhamento pedagógico de crianças com idades compreendidas entre os 3 meses e os 6 anos. Dos 3 meses aos 3 anos as crianças encontram-se na valência de creche, transitando para jardim de infância após os 3 anos de idade.
A Segurança Social é a entidade reguladora e fiscalizadora da componente de creche, enquanto que a componente de jardim de infância é da responsabilidade do Ministério da Educação (Portugal).
No Brasil não se usa o termo infantário para designar os locais voltados para a educação infantil e sim jardim de infância ou primário, creches e berçários.
Esses espaços tem como função as mesmas de um infantário, sendo que creche é um local voltado especialmente para bebês de 3 meses a 3 anos, o berçário é uma ala das escolas infantis que atende bebês dos 4 meses aos 2 anos de idade e o jardim de infância ou primário é destinado a crianças entre os 3 a 6 anos de idade.
A principal diferença entre essas instituições é que nas duas primeiras são mais voltadas para a introdução de rotina, o cuidar e promover as primeiras experiências educativas e já a ultima alem dessas também esta responsável por introduzir as noções básicas de português e matemática, desenvolvimento social, ciências, biologia e artes.